# آسوکا

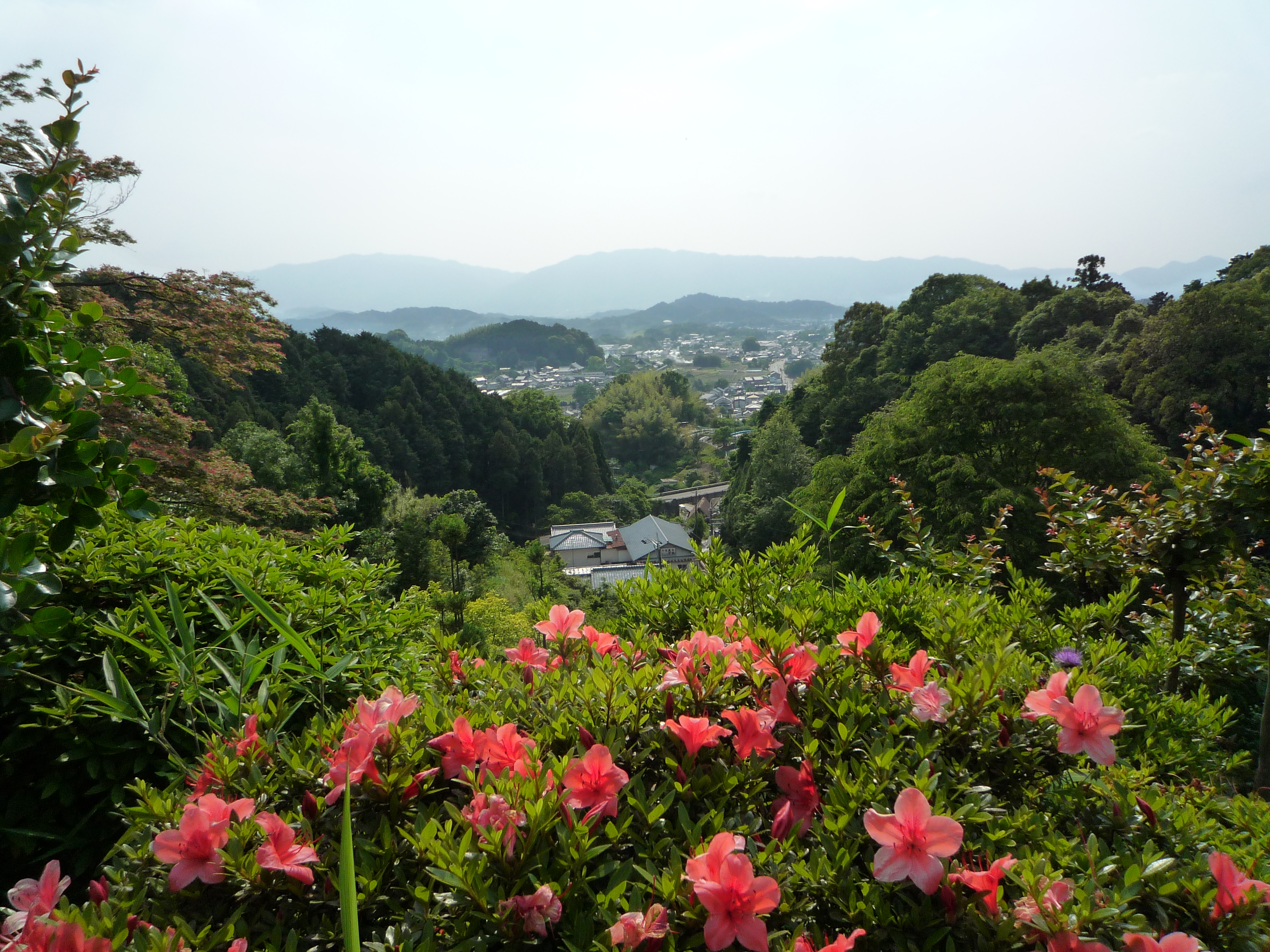
منظره آسوکا از زاویه معبد اوکا-درا

آسوکا، (به ژاپنی: 飛鳥 あすか)، این منطقه قبلا در منطقه تاکاایچی، نارا، ولایت یاماتو بوده است. این به منطقه اطراف اوازا آسوکای امروزی، روستای آسوکا، منطقه تاکاایچی، نارا، استان نارا اشاره داشت.